# Ángel Contreras
Ángel Contreras Marín (Torrente, Valencia, 1975) es un ingeniero español, que fue presidente del ente público Adif ente 2023 y 2024. Ha desarrollado su carrera profesional alrededor del sector ferroviario habiendo ocupado distintos puestos directivos.

## Biografía
Cursó Ingeniería de Caminos Canales y Puertos en la Universidad Politécnica de Valencia de 1993 a 2000.
Entre 2000 y 2006 participó en la ejecución de obras como el soterramiento de la línea de metro Valencia, la línea del tranvía en Burjasot y proyectos de plataforma de la línea de alta velocidad Madrid-Levante.
De 2006 a 2011 trabajó como director de obra en la empresa pública INECO.
Desde 2011 ha desempeñado diferentes puestos directivos dentro de la estructura organizativa de Adif:
- 2011 a 2012, técnico en dirección de obras de infraestructura ferroviaria.
- 2012 a 2015, jefe de coordinación de inversiones.
- 2015 a 2018, gerente de área de infraestructura este
- 2018 a 2023, director general de conservación y mantenimiento.
- 2023 a 2024, Presidente de Adif.

### Caso Koldo
En 2024, la Guardia Civil emitió un informe el cual le implicaba en un supuesto amaño de obra pública con la intermediación de Koldo, dentro del Caso Koldo. Posteriormente, el 4 de junio; tuvo que comparecer ante la Comisión de investigación sobre los contratos públicos realizados durante la pandemia del Covid-19 del Senado, por su presunta relación con la trama investigada del Caso Koldo. Fue cesado en septiembre de 2024, aunque desde el Ministerio de Transportes se desvinculó su cese de los hechos mencionados.